# Antonín Nič
Antonín Nič (* 22. November 1905 in Vamberk; † unbekannt) war ein tschechoslowakischer Ringer. Er war Vize-Europameister 1935 im griechisch-römischen Stil im Bantamgewicht.

## Werdegang
Nič begann als Jugendlicher mit dem Ringen. Er ging nach Prag und wurde Mitglied des Sportvereins Zizka Prag. Später trat er in die Polizei ein und startete deshalb für den Polizei SV Prag. Antonín Nič rang während seiner ganzen Karriere fast ausschließlich im griech.-röm. Stil. Den Start bei den Olympischen Spielen 1928 in Amsterdam verpasste er, weil er in der tschechoslowakischen Ausscheidung gegen Jindrich Maudr unterlag.
Sein Debüt auf der internationalen Ringermatte gab er aber bei der Europameisterschaft im griech.-röm. Stil 1929 in Dortmund. Er startete dort im Bantamgewicht und unterlag nach zwei siegreichen Kämpfen gegen Paul Reiber aus Deutschland und Svend Martinsen aus Norwegen, kam aber auf den 3. Platz und gewann damit eine Bronzemedaille.
1930 verpasste Antonín Nič bei der Europameisterschaft in Stockholm mit dem 4. Platz knapp eine Medaille. Er verlor in Stockholm u. a. gegen den Schweden Herman Tuvesson, der ihn in seiner weiteren Karriere noch öfters besiegte. Bei der Europameisterschaft 1931 im heimischen Prag gelang Antonín Nič nur ein Sieg über Karlo Toth aus Jugoslawien. Gegen László Szekfű aus Ungarn und Herman Tuvesson verlor er und kam auf den 6. Platz.
Im Jahre 1932 musste er auf einen Start bei den Olympischen Spielen in Los Angeles verzichten, weil die Tschechoslowakei zu diesen Spielen aus finanziellen Gründen nur eine ganz kleine Mannschaft entsenden konnte.
Bei den Europameisterschaften 1933 in Helsinki und 1934 in Rom gewann Antonín Nič jeweils nur einen Kampf. In Helsinki bezwang er Johan Pontson aus Estland und in Rom Michael Kurland aus Dänemark. Niederlagen musste er bei diesen Meisterschaften von Väinö Perttunen und Esko Hjelt aus Finnland und zweimal von Ödön Zombori aus Ungarn hinnehmen. Bei der Europameisterschaft 1935 in Kopenhagen gelang ihm der größte Erfolg seiner Laufbahn, als er mit drei Siegen und einer Niederlage gegen Herman Tuvesson Vize-Europameister wurde.
In der tschechoslowakischen Ausscheidung für die Olympischen Spiele in Berlin unterlag Antonín Nič in dem ihm angestammten griech.-röm. Stil gegen Ferdinand Hýža. Er konnte sich aber wenigstens im freien Stil für Berlin qualifizieren. Dort zeigte sich aber, dass Nič kein Freistilringer war, denn er unterlag gegen Gustave Laporte aus Belgien und Marcello Nizzola aus Italien und belegte im Bantamgewicht nur den 12. Platz.
Im Jahre 1937 startete er bei der Europameisterschaft in Paris wieder im griech.-röm. Stil und gewann dort mit dem 3. Platz die Bronzemedaille. Auf dem Weg zu dieser Medaille besiegte er u. a. auch den deutschen Olympiadritten von 1936 Johannes Herbert nach Punkten. Gegen Egon Svensson aus Schweden und Väinö Perttunen verlor er.
1939 konnte Antonín Nič wegen der Besetzung seines Heimatlandes Tschechoslowakei durch die Wehrmacht Adolf Hitlers nicht mehr an der Europameisterschaft in Oslo teilnehmen.
Nach 1945 war Antonín Nič bei verschiedenen Sportvereinen als Ringertrainer tätig.

## Internationale Erfolge
(OS = Olympische Spiele, EM = Europameisterschaft, GR = griechisch-römischer Stil, F = freier Stil, Ba = Bantamgewicht, damals bis 57 kg Körpergewicht)
- 1929, 3. Platz, EM in Dortmund, GR, Ba, mit Siegen über Ferdinand Pytela, Österreich u. Henryk Ganzera, Polen u. Niederlagen gegen Paul Reiber, Deutschland u. Svend Martinsen, Norwegen;
- 1929, 2. Platz, Intern. Tschechoslowakische Meisterschaft in Preßburg, GR, Ba, hin. Wondra u. vor Weissinger, bde. Österreich;
- 1930, 4. Platz, EM in Stockholm, GR, Ba, mit einem Sieg über Ragnvald Moe, Norwegen u. Niederlagen gegen László Szekfű, Ungarn u. Herman Tuvesson, Schweden;
- 1931, 6. Platz, EM in Prag, GR, Ba, mit einem Sieg über Karlo Toth, Jugoslawien u. Niederlagen gegen László Szekfű u. Herman Tuvesson;
- 1931, 1. Platz, Intern. Tschechoslowakische Meisterschaft in Roudnice nad Labem, GR, Ba, vor Sobotka u. Tolar, bde. Tschechoslowakei;
- 1933, 5. Platz, EM in Helsinki, GR, Ba, mit einem Sieg über Johan Pontson, Estland u. Niederlagen gegen Väinö Perttunen, Finnland u. Ödön Zombori, Ungarn;
- 1934, 2. Platz, Internationale Tschechische Meisterschaft in Proßnitz/Mähren, GR, Ba, hinter Ferdinand Hýža, Tschechoslowakei u. vor Banyasz, Ungarn;
- 1934, 8. Platz, EM in Rom, GR, Ba, mit einem Sieg über Michael Kurland, Dänemark u. Niederlagen gegen Esko Hjelt, Finnland u. Ödön Zombori;
- 1935, 2. Platz, EM in Kopenhagen, GR, Ba, mit Siegen über Esko Hjelt, Janis Beinarovics, Lettland u. Georges Bayle, Frankreich u. einer Niederlage gegen Herman Tuvesson;
- 1936, 12. Platz, OS in Berlin, F, Ba, nach Niederlagen gegen Gustave Laporte, Belgien u. Marcello Nizzola, Italien;
- 1937, 3. Platz, EM in Paris, GR, Ba, mit Siegen über Johannes Herbert, Deutschland, Evald Sikk, Estland u. Meeruws, Belgien u. Niederlagen gegen Egon Svensson, Schweden u. Väinö Perttunen;
- 1938, 8. Platz, EM in Tallinn, GR, Ba, mit einem Sieg über Eigil Johansen, Dänemark u. Niederlagen gegen Kurt Pettersén, Schweden u. Ferdinand Schmitz, Deutschland